# 长圆果冬青
长圆果冬青（学名：Ilex oblonga）为冬青科冬青属的植物，为中国的特有植物。分布在中国大陆的广西等地，一般生长在林中，目前已由人工引种栽培。